# Raven Dark
Raven Dark var et russisk black metal-band, som var kendt som medlem af cirklen af russiske NSBM-bands kendte som BlazeBirth Hall.
Bandet blev ledet af Ulv Gegner Irminsson, som var bandets guitarist, bassist og vokalist. Raven Darks sidste officielle studiealbum, Autumn Roar, blev udgivet i 2006 – et år efter Irminsson blev myrdet.
Raven Darks to første studiealbum blev oprindeligt kun udgivet på kassettebånd, men er efterfølgende blevet genudgivet på cd af andre pladeselskaber.

## Medlemmer
- Ulv Gegner Irminsson – vokal, elektrisk guitar, akustisk guitar, bas
- Wizard – trommer

## Diskografi

### Studiealbum
- 1997: Verdandi
- 1997: Berustet av Kriegsdronnet
- 2006: Autumn Roar

### Opsamlingsalbum
- 2004: Rulers Age

### Demoer
- 1998: Foretasting Death by the Very Birth
- 1999: By the Wrath of the Opening Wide Eternity
- 2000: Katharsis

### Splitalbum
- 2004: Hammerkrieg (split med Branikald, Forest, Nitberg og Rundagor)